# Линч, Джеймс (конькобежец)
Джеймс Энтони Линч (англ. James Anthony Lynch; род. 16 марта 1948 года в Сиднее, штат Новый Южный Уэльс) — австралийский конькобежец, специализирующийся в конькобежном спорте и шорт-треке. Участвовал в Олимпийских играх в Саппоро, Чемпион мира по шорт-треку в абсолютном зачёте на чемпионате мира в Солихалле. 4-х кратный чемпион мира в шорт-треке. Первый и единственный Австралиец, выигравший чемпионат мира по шорт-треку.

## Биография
Джеймс Линч впервые катался на ледовом катке, когда ему было 12 лет, а через 2 года в 1962 году начал заниматься хоккеем и конькобежным спортом на катке в парке принца Альфреда в Сиднее. Он играл в клубный хоккей за Сент-Джордж (позже Хотспурс) в Новом Южном Уэльсе до 1975 года и представлял свой штат с 1969 по 1972 год, выиграл 2 кубка Гудола в 1969 и 1970 годах.
Позже он играл за «Медведей Маккуори».
Джеймс Линч был чемпионом Нового Южного Уэльса в 1964 году, будучи ещё чемпионом Австралии среди юниоров он доминировал в конькобежном спорте, выигрывая титул за титулом Южного Уэльса до 1979 года, а потом с 1984 по 1985 года. Он был чемпионом Австралии в 1965 году, а затем с 1969 по 1976 года и в 1978 году. 10 раз — этот рекорд не побит до сих пор.
В 70-х годах Линч много ездил по Европе и Северной Америке в поисках конкурентов, для развития Австралийского конькобежного спорта, устанавливая рекорды в Великобритании и США.
На Олимпийских играх в Саппоро в 1972 году Линч на дистанции 500 метров занял 35 место, а на 1500 метров был 39-м. В том же году он установил британский рекорд на 400 метров, а в 1974 году стал чемпионом и рекордсменом на дистанции 400 метров.
В 1978 году Джеймс участвовал на чемпионате мира по шорт-треку в Солихалле, где победил на дистанциях 1000 и 1500 метров, был третьим на 500 метров и в итоге занял 1 место в абсолютном зачёте. Величайший для Австралии результат. На следующий год в Квебеке он стал чемпионом мира на дистанции 500 метров и выиграл второй раз серебро в эстафете.
Джеймс Линч был чемпионом Австралии среди ветеранов в 1985, 1986, 1989 и 1991 годах. В 1995 году, спустя 33 года от своего первого старта на чемпионате Австралии он установил личные рекорды на всех дистанциях. В 2008 году Линч установил новый мировой рекорд в возрастной категории от 60 до 69 лет на чемпионате Австралии по шорт-треку, проходившем в Сиднее. В полуфинале на дистанции 500 метров он проехал за 50,494 сек. и побил рекорд Гэри Линка в 52,81 сек., который держался с 2005 года.

## Награды
- введен в зал Славы ледового спорта Австралии
- введен в спортивный Австралийский зал славы конькобежного спорта[3]